# Střítež (Polička)
Střítež je vesnice, část města Polička v okrese Svitavy. Nachází se 4 km na severozápad od Poličky. Původně samostatná obec byla k Poličce administrativně připojena v roce 1980. V roce 2009 zde bylo evidováno 63 adres. V roce 2001 zde trvale žilo 181 obyvatel.
Střítež leží v katastrálním území Střítež u Poličky o rozloze 3,57 km2.

## Další fotografie

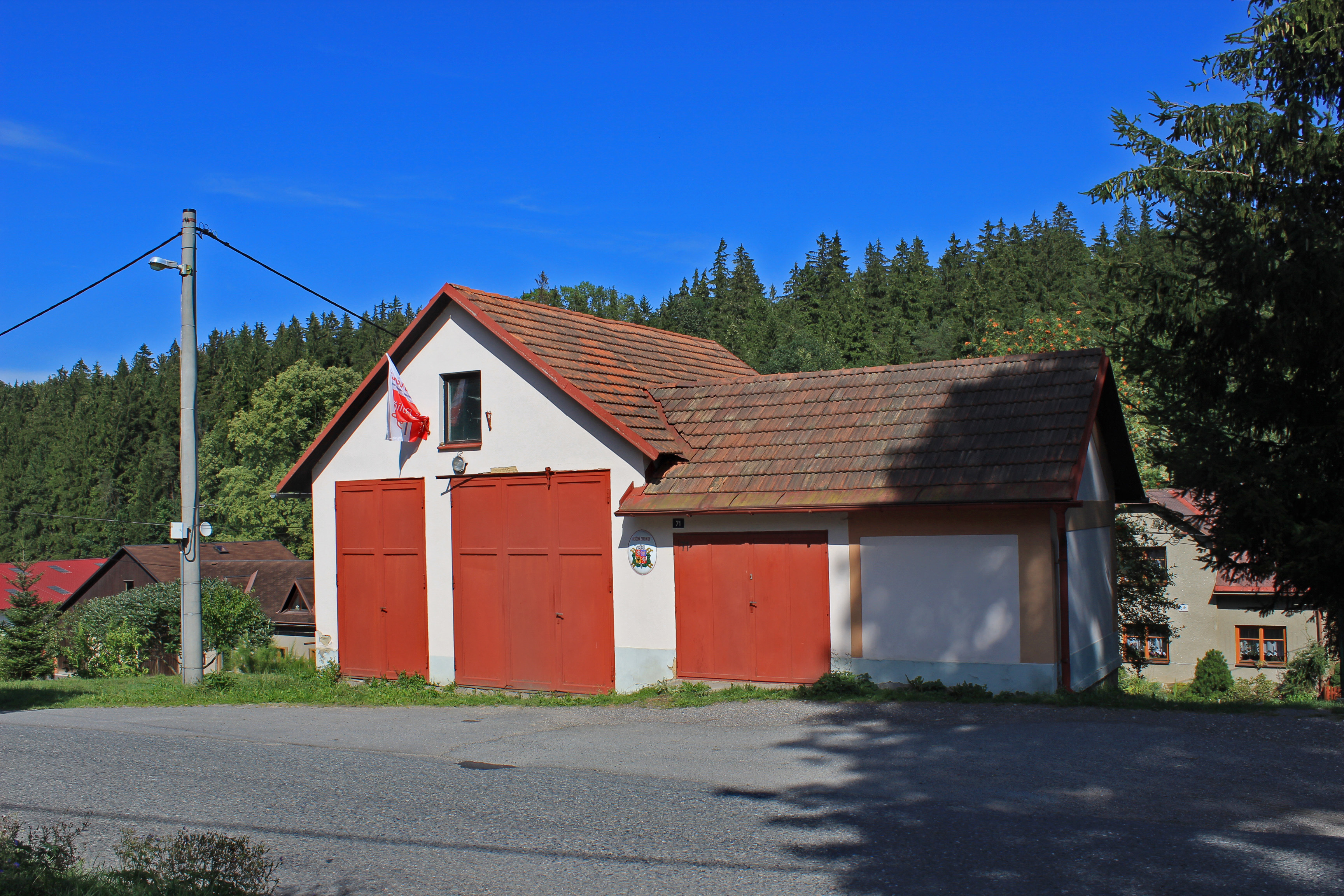
Hasičská zbrojnice
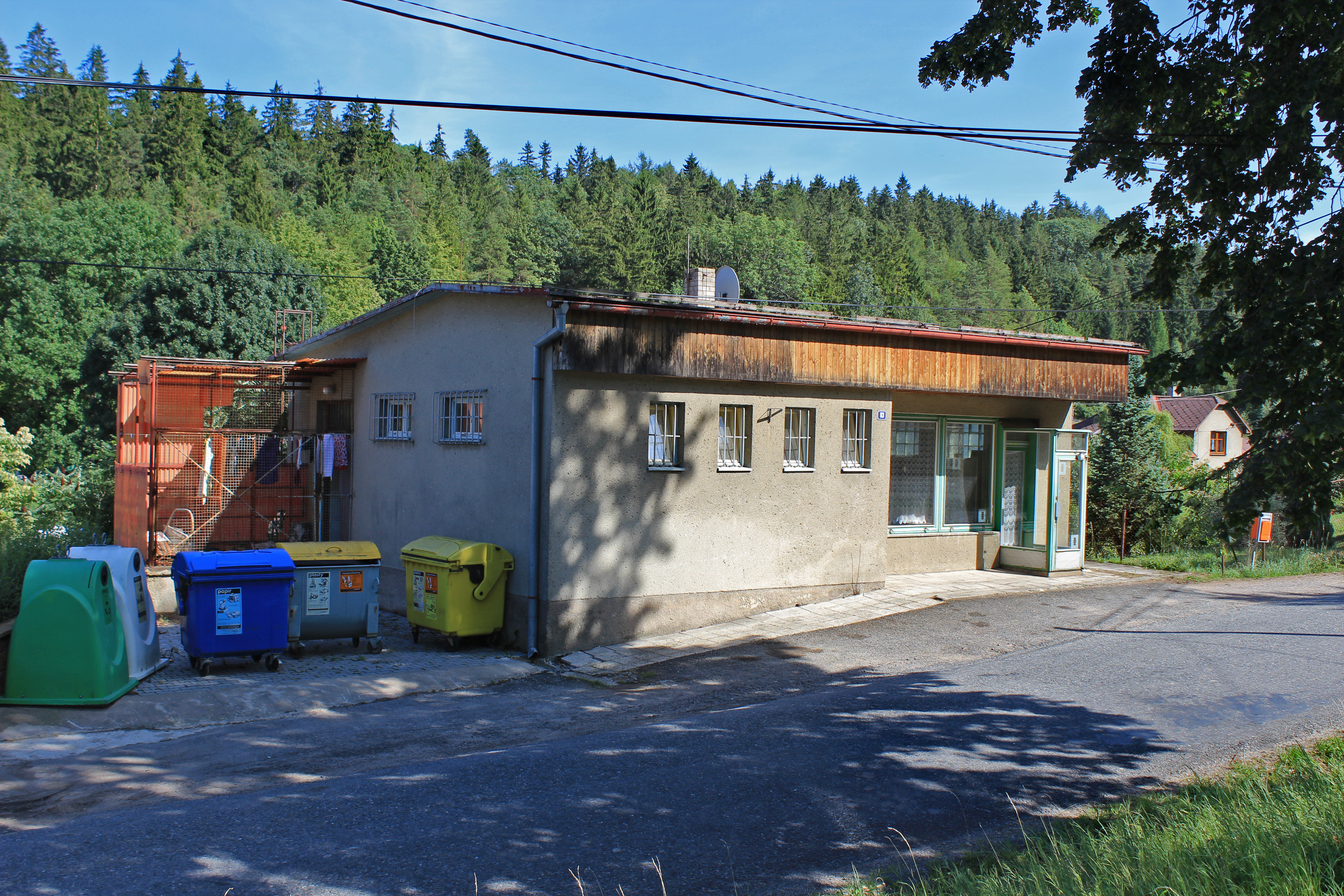
Bývalý obchod
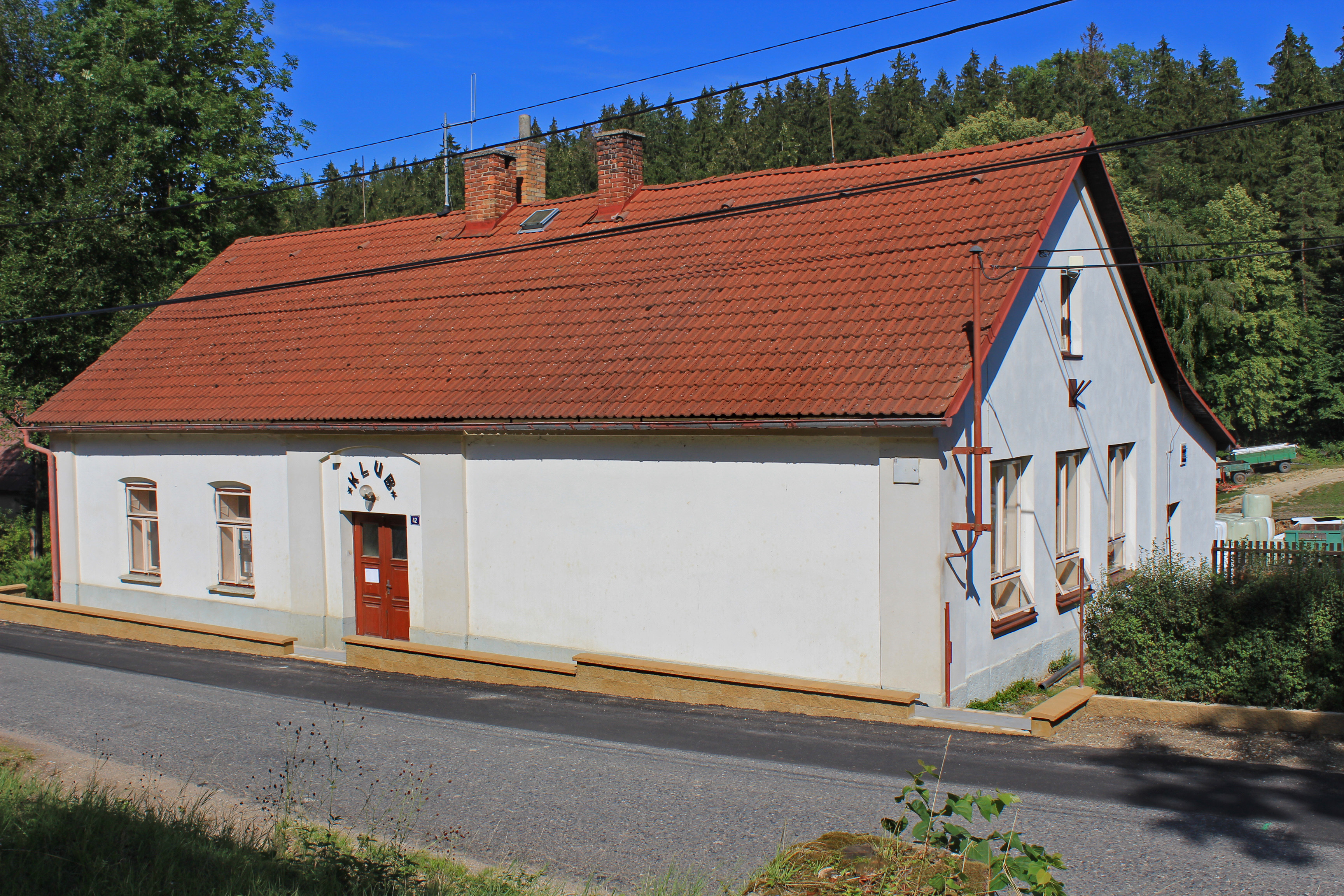
Klub – dům čp. 42
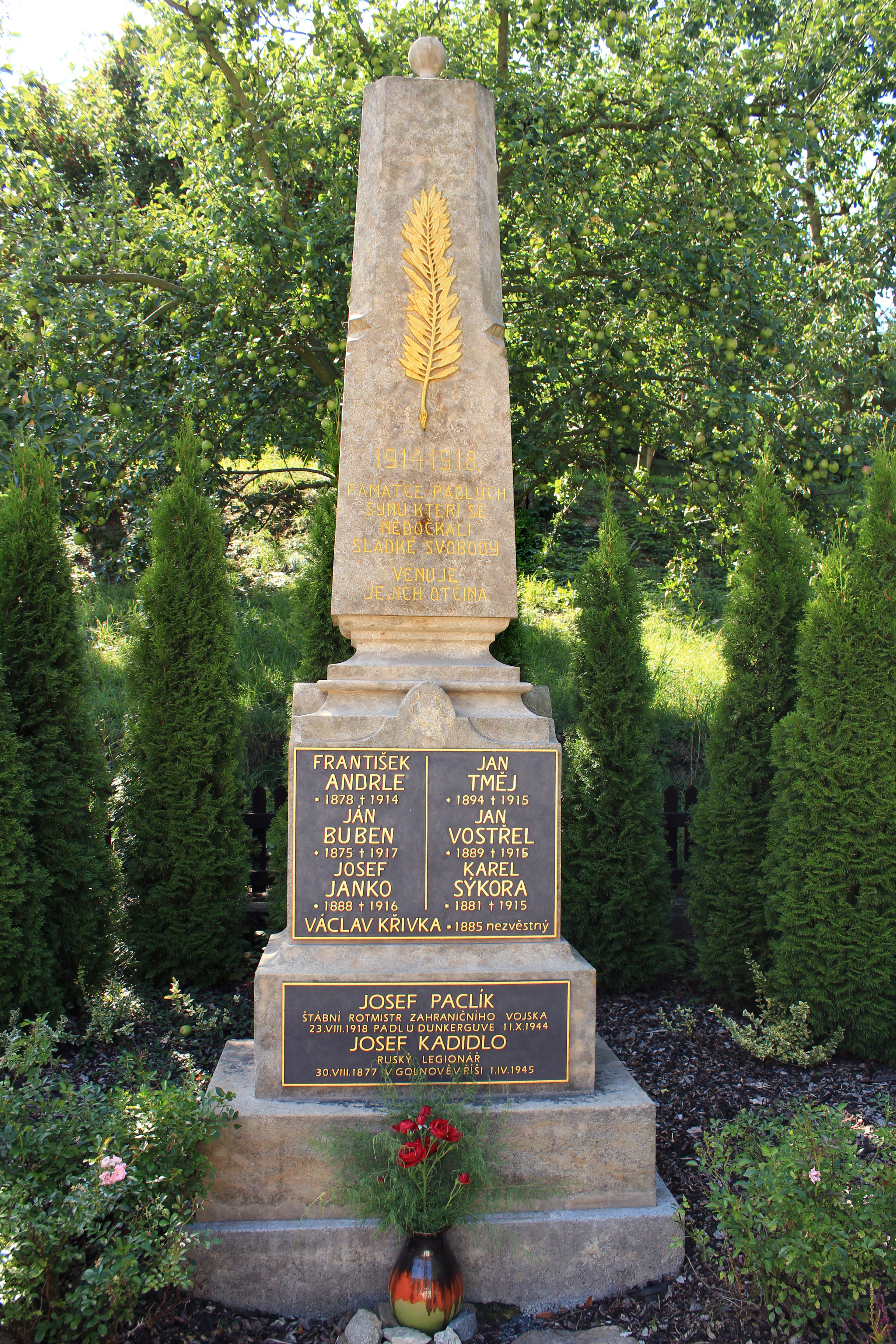
Památník obětem I. světové války